# Mladen Stojanović
Mladen Stojanović (em sérvio:  Младен Стојановић; Prijedor, 7 de abril de 1896 – Jošavka Gornja, 1 de abril de 1942) foi um médico bósnio-sérvio e iugoslavo que liderou um destacamento de partisans no Monte Kozara e arredores, no noroeste da Bósnia, durante a Segunda Guerra Mundial na Iugoslávia. Ele foi condecorado postumamente com a Ordem do Herói do Povo.
Aos quinze anos, Stojanović tornou-se ativista em um grupo de organizações estudantis chamado Jovem Bósnia, que se opunha fortemente à ocupação da Bósnia-Herzegovina pela Áustria-Hungria. Em 1912, Stojanović foi introduzido na Narodna Odbrana, uma associação fundada na Sérvia com o objetivo de organizar a resistência guerrilheira à anexação da Bósnia-Herzegovina pela Áustria-Hungria. Stojanović foi preso pelas autoridades austro-húngaras em julho de 1914 e, embora tenha sido condenado a 16 anos de prisão, foi perdoado em 1917. Ele se formou em Medicina após a Primeira Guerra Mundial e, em 1929, abriu um consultório particular na cidade de Prijedor. Em setembro de 1940, ele se tornou membro do Partido Comunista da Iugoslávia (KPJ).
Após a invasão da Iugoslávia pelas potências do Eixo e a criação do Estado Independente da Croácia, Stojanović foi preso a mando do Ustaše, o partido fascista governante da Croácia. Ele escapou da prisão e foi para Kozara, onde se juntou a outros comunistas que haviam escapado de Prijedor. O KPJ escolheu Stojanović para liderar a revolta comunista em Prijedor. A revolta começou em 30 de julho de 1941, embora nem Stojanović nem nenhum dos outros comunistas tivessem muito controle sobre ela nesta fase. Os moradores sérvios do distrito tomaram o controle de várias aldeias e ameaçaram Prijedor, que era defendida pelos alemães, Ustaše e guardas nacionais croatas. Em agosto de 1941, Stojanović foi reconhecido como o principal líder dos insurgentes em Kozara, que foram então organizados em unidades militares partisans. Sob a direção de Stojanović, os guerrilheiros de Kozara começaram a atacar os fascistas a partir do final de setembro de 1941. No início de novembro de 1941, todas as unidades partisans em Kozara foram fundidas no 2º Destacamento Partisan de Libertação Nacional de Krajina, comandado por Stojanović. No final do ano, a maior parte de Kozara — cobrindo cerca de 2.500 km2 — era controlado pelo destacamento de Stojanović.
Em 30 de dezembro de 1941, Stojanović chegou ao distrito de Grmeč, que estava na zona de responsabilidade do 1º Destacamento Partisan de Libertação Nacional de Krajina. As tropas italianas que operavam naquela área se apresentavam como protetoras do povo sérvio. A tarefa de Stojanović era combater tal propaganda e mobilizar os partidários do 1º Destacamento de Krajina para lutar contra os italianos. Ele permaneceu na área até meados de fevereiro de 1942, quando a liderança partidária da Bósnia-Herzegovina considerou que ele havia concluído suas tarefas com sucesso. No final de fevereiro de 1942, Stojanović foi nomeado chefe de gabinete do Quartel-General Operacional de Bosanska Krajina, um comando unificado de todas as forças partidárias nas regiões de Bosanska Krajina e na Bósnia central. A principal tarefa do Quartel-General Operacional era combater a crescente influência dos nacionalistas sérvios Chetniks naquelas regiões. Em 5 de março de 1942, Stojanović foi gravemente ferido em uma emboscada de Chetnik. Ele foi levado para um hospital de campanha na vila de Jošavka. Membros da Companhia Partisan Jošavka desertaram para os Chetniks na noite de 31 de março, e fez Stojanović prisioneiro. Na noite seguinte, um grupo de Chetniks o matou. Em abril de 1942, o 2º Destacamento de Krajina foi nomeado "Mladen Stojanović" em sua homenagem, e alguns meses depois ele foi condecorado postumamente com a Ordem do Herói do Povo. Após a guerra, seu serviço à causa partidária foi comemorado com a construção de um memorial em Prijedor, a nomeação de ruas, edifícios públicos e um parque em sua homenagem, em músicas e filmes.

## Biografia

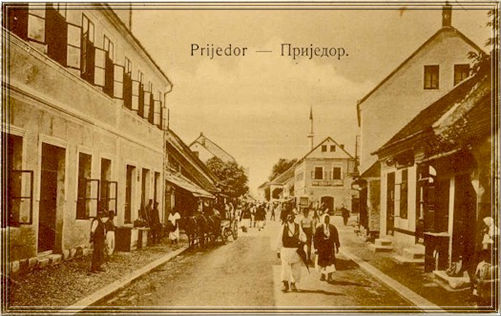
Cidade natal de Stojanović, Prijedor, por volta de 1910

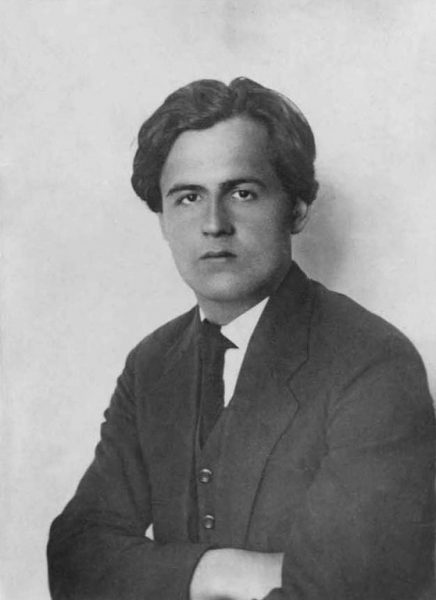
O jovem Mladen Stojanović

Stojanović foi o terceiro filho e o primeiro homem do padre ortodoxo sérvio Simo Stojanović e sua esposa Jovanka. Ele nasceu em Prijedor em 7 de abril de 1896. A Bósnia-Herzegovina foi então ocupada pela Áustria-Hungria; Prijedor estava localizada em Bosanska Krajina, a região noroeste da província.  O pai de Stojanović foi a terceira geração de sua família a servir como padre ortodoxo sérvio. Ele se formou em teologia, tornando-se o primeiro da família a atingir um nível mais alto de educação. Simo foi ativo na luta política pela autonomia eclesiástica e educacional dos sérvios na Bósnia-Herzegovina. O avô materno de Mladen Stojanović era um padre ortodoxo sérvio de Dubica, Teodor Vujasinović;  ele participou da revolta de Pecija contra o Império Otomano. 
Stojanović concluiu sua educação primária na Escola Elementar Sérvia em Prijedor em 1906. Em 1907, ele concluiu o primeiro ano do ensino médio no ginásio de Sarajevo, antes de ingressar no ginásio de Tuzla, onde completaria os sete anos restantes. Seu irmão Sreten Stojanović — que se tornaria um escultor proeminente — juntou-se a ele no ginásio de Tuzla em 1908. 

## Ativista da Jovem Bósnia
A Áustria-Hungria anexou a Bósnia-Herzegovina em 6 de outubro de 1908, que causou a Crise de Anexação na Europa. O Reino da Sérvia protestou e mobilizou o seu exército, mas depois a 31 de março de 1909, aceitou formalmente a anexação.  Em 1911, Mladen Stojanović tornou-se membro da associação secreta de estudantes do ginásio de Tuzla chamada Narodno Jedinstvo (Unidade Nacional); seus membros a descreveram como uma sociedade juvenil de nacionalistas.   Foi uma das diversas organizações estudantis mais tarde denominadas Jovem Bósnia, que se opuseram fortemente ao domínio da Áustria-Hungria sobre a Bósnia-Herzegovina.  Os activistas da Jovem Bósnia eram sérvios bósnios, muçulmanos e croatas, embora a maioria fossem sérvios.  A primeira organização considerada parte deste grupo foi criada em 1904 por estudantes sérvios do ginásio de Mostar.  1905 viu considerável agitação política entre os estudantes sérvios e croatas do ginásio de Tuzla. Embora o governo provincial tenha imposto o nome "bósnio" à língua da província (servo-croata), os estudantes designaram-na demonstrativamente como sérvio ou croata, dependendo da sua filiação étnica. 

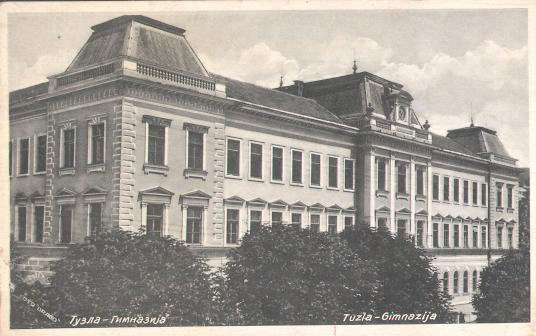
O ginásio em Tuzla, que Stojanović frequentou de 1907 a 1914

Os activistas da jovem Bósnia consideravam a literatura indispensável à revolução e a maioria deles escreveu poemas, contos ou críticas.  Stojanović escreveu poemas  e leu as obras de Petar Kočić, Aleksa Šantić, Vladislav Petković Dis, Sima Pandurović, Milan Rakić e, mais tarde, as obras de autores russos.  Em seus últimos anos no ginásio, ele leu Platão, Aristóteles, Rousseau, Bakunin, Nietzsche, Jaurès, Le Bon, Ibsen e Marinetti.  A Unidade Nacional realizou reuniões nas quais os seus membros apresentaram palestras e discutiram questões actuais relativas ao povo sérvio da Bósnia-Herzegovina.  Todos os membros da associação eram sérvios.  Em geral, as palestras de Stojanović tinham como objetivo educar as pessoas sobre questões práticas de saúde e economia. Durante as férias de verão de 1911, Stojanović viajou pela Bosanska Krajina dando palestras em aldeias.  Um dos objetivos da Jovem Bósnia era eliminar o atraso do seu país. 
No início de meados de 1912, Stojanović e seu colega de escola Todor Ilić juntaram-se ao Narodna Odbrana (Defesa Nacional), uma associação fundada na Sérvia em dezembro de 1908 por iniciativa de Branislav Nušić. O seu objectivo era organizar uma resistência guerrilheira à anexação austríaca da Bósnia-Herzegovina e difundir propaganda nacionalista. A Defesa Nacional rapidamente estabeleceu uma rede de comités locais em toda a Sérvia e Bósnia-Herzegovina. Os seus membros deste último território reuniram informações sobre o exército austríaco e transmitiram-nas ao serviço secreto sérvio.
Stojanović e Ilić viajaram ilegalmente para a Sérvia durante as férias de verão de 1912 para receber treinamento militar que a Defesa Nacional organizou para seus membros. Eles ficaram vários dias em Belgrado, capital da Sérvia, onde conheceram Gavrilo Princip, outro ativista da Jovem Bósnia que também era membro da Defesa Nacional. Stojanović e Ilić passaram um mês no quartel do exército em Vranje, no sul da Sérvia, recebendo treinamento militar sob o comando de Vojin Popović, um famoso guerrilheiro Chetnik. Quando retornaram à escola, eles retomaram suas atividades com a Unidade Nacional. Seus membros decidiram que os muçulmanos também deveriam ser atraídos para a associação. Depois que Trifko Grabež foi expulso do ginásio de Tuzla por dar um tapa em um professor durante uma briga, a associação organizou uma greve escolar. A maioria dos estudantes que participaram eram sérvios; a greve ganhou pouco apoio entre estudantes de outras etnias. A escola tomou medidas disciplinares contra Ilić e Stojanović, que eram considerados os principais organizadores da greve, e Ilić perdeu sua bolsa de estudos. 
No outono de 1913, Stojanović iniciou o último ano do ensino médio. A Unidade Nacional foi visitada naquele ano por um grupo de ativistas da Jovem Bósnia que eram estudantes universitários em Praga, Viena e Suíça. Eles realizaram uma série de palestras para os membros da associação, explicando suas opiniões sobre a situação política atual e promovendo a unidade dos povos eslavos do sul em sua luta para se libertar da Áustria-Hungria. Essas palestras influenciaram Stojanović a adotar uma postura iugoslava. No início de 1914, Ilić e Stojanović tornaram-se, respectivamente, presidente e vice-presidente da Unidade Nacional, que contava com 34 membros, incluindo quatro muçulmanos e quatro croatas.  Naquela época, a Unidade Nacional era um dos grupos mais ativos da Jovem Bósnia. 
De acordo com Vid Gaković, que foi membro da National Unity em 1914, Stojanović era um jovem ambicioso e talentoso. Ele estava determinado a fazer com que sua voz fosse ouvida e gostava de ser o centro das atenções. Ele era severo com os membros mais jovens da associação, a quem às vezes criticava duramente. No entanto, os alunos mais jovens gostavam de estar perto dele. Gaković descreveu-o como um homem alto e bonito que se importava muito com a sua aparência; usava uma gravata borboleta e um chapéu de aba larga. 

Na manhã do dia 28 de junho de 1914, em Sarajevo, Princip assassinou o arquiduque Francisco Fernando — herdeiro presuntivo do trono da Áustria-Hungria — e sua esposa Sofia.  Princip era membro de um grupo de conspiradores, que incluía Trifko Grabež; todo o grupo foi preso pela polícia austríaca após o assassinato.  Culpando a Sérvia pelo ataque, a Áustria-Hungria declarou guerra um mês depois, iniciando a Primeira Guerra Mundial.  Pouco depois do assassinato, Stojanović escreveu em seu caderno uma citação de Giuseppe Mazzini: "Não há coisa mais sagrada no mundo do que o dever de um conspirador, que se torna um vingador da humanidade e o apóstolo das leis naturais permanentes."  Em 29 de junho, Stojanović fez os exames finais no ginásio de Tuzla. Pouco depois, ele e Ilić escreveram um rascunho do seu manifesto para a juventude eslava do Sul,  referindo-se à Jovem Bósnia numa frase: 
Vocês não sentem, filhos da única Iugoslávia, que nossa vida está no sangue e que o assassinato é o deus dos deuses da Nação, porque isso prova que lá vive a Jovem Bósnia, que lá vive um elemento que é pressionado pelo insuportável lastro imperialista, um elemento que está pronto para morrer.
Vojislav Vasiljević, um amigo próximo de Princip, era membro da Unidade Nacional e, quando a polícia austríaca revistou seus cadernos, encontrou uma lista de membros. Vasiljević guardou esta informação como prova do pagamento das quotas de membro.  Todos os que constavam da lista, incluindo Stojanović, foram presos em 3 de julho de 1914.  Pouco depois, o irmão mais novo de Stojanović, Sreten, foi preso por correspondência anti-revolucionária austríaca entre ele e Ilić.  Além dos conspiradores por trás do assassinato, seis grupos de activistas da Jovem Bósnia foram presos.  O grupo que continha os membros da Unidade Nacional era chamado de grupo Tuzla. A investigação criminal contra eles começou em 9 de julho, e durou mais de um ano.  Eles foram mantidos em prisões em Tuzla, Banja Luka e Bihać. Na prisão de Banja Luka, todos eram mantidos na mesma sala, o que lhes permitia organizar discussões políticas e literárias. Eles publicaram uma revista cômica e satírica, chamada "Mala paprika" (Pequena Páprica), cujas cópias eram feitas em papel carbono . Várias cópias conseguiram sair da prisão. 
Na prisão de Bihać, o grupo Tuzla criou uma revista literária chamada "Almanah" (Almanaque). Em sua primeira e única edição, Mladen contribuiu com vários poemas e um ensaio. Seu editor-chefe foi Ilić, enquanto Sreten Stojanović e Kosta Hakman contribuíram com ilustrações. Os irmãos Stojanović e Ilić aprenderam francês durante o seu encarceramento.  O julgamento do grupo de Tuzla foi realizado entre 13 e 30 de Setembro de 1915 em Bihać. Ilić foi condenado à morte, Mladen a dezasseis anos de prisão e os outros membros do grupo receberam penas entre dez meses e quinze anos.  Especialmente irritante para Ilić e Mladen foi sua participação no treinamento militar de 1912 na Sérvia. Os austríacos tomaram conhecimento disso porque seu exército tomou temporariamente Loznica, no oeste da Sérvia, no início da Primeira Guerra Mundial, e lá encontraram documentos da Defesa Nacional contendo registros de todos os bósnios que participaram do treinamento. 
Mladen e outros membros do grupo de Tuzla foram enviados para a prisão em Zenica. Três meses após serem sentenciados, eles foram acompanhados por Ilić, cuja pena de morte foi comutada para 20 anos de prisão. Na prisão de Zenica, cada condenado tinha que passar os três primeiros meses em confinamento solitário. Isso foi muito difícil para Mladen, que ficou mentalmente doente e tão emaciado que Ilić mal conseguia reconhecê-lo. Ele se recuperou e fez um curso de sapateiro, que foi dado na prisão. Depois, ele ficou gravemente doente e teve que ser submetido a uma cirurgia no hospital da prisão.  No final de 1917, as autoridades austríacas perdoaram todos os condenados do grupo de Tuzla, exceto Ilić. Mladen foi para a casa de sua família em Prijedor. Após um exame médico, ele foi declarado inapto para o serviço militar devido à cirurgia e, como resultado, não foi convocado para o exército austríaco. Ele ingressou na Faculdade de Medicina da Universidade de Zagreb, pouco antes da desintegração da Áustria-Hungria em novembro de 1918. 

## Período entreguerras

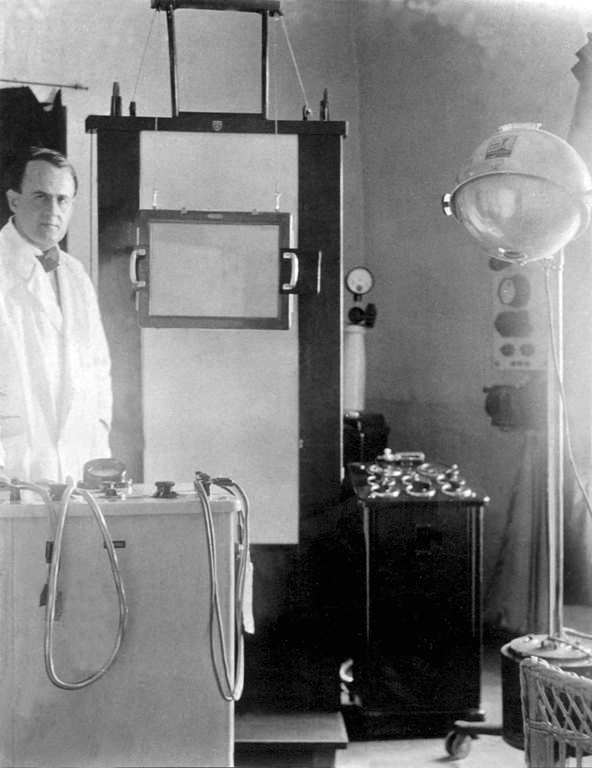
Doutor Stojanović em seu consultório médico

O Reino dos Sérvios, Croatas e Eslovenos — renomeado Iugoslávia em 1929 — foi criado em 1 de dezembro de 1918, e incorporou a Bósnia e Herzegovina.  Stojanović continuou a estudar medicina em Zagreb. Como ex-ativista da Young Bosnia, ele recebeu uma bolsa de estudos do Rei, mas recusou. Em Zagreb, ele se reuniu com seu antigo colega de escola Nikola Nikolić, que também havia sido membro da Unidade Nacional. Após sua libertação da prisão de Zenica, Nikolić foi convocado para o exército austríaco e enviado para a frente russa, onde se rendeu aos russos e participou da Revolução de Outubro. O relato de Nikolić sobre a revolução influenciou Stojanović a adotar uma postura mais esquerdista. Durante este período, os autores favoritos de Stojanović foram Maksim Gorky e Miroslav Krleža. Seu professor de anatomia, Drago Perović, providenciou que ele visitasse um instituto de anatomia em Viena. Stojanović foi lá várias vezes em 1921 e 1922 e fez amizade com membros de uma associação de esquerda de estudantes iugoslavos na Universidade de Viena.  Quando eles realizaram um protesto contra o rei e o governo da Iugoslávia, Stojanović participou e fez um discurso. Por trás do protesto estava o Partido Comunista da Iugoslávia (Komunistička partija Jugoslavije, KPJ). 
Stojanović se formou em Medicina em 1926 e trabalhou por dois anos como médico estagiário em Zagreb e Sarajevo. Ele então abriu um consultório particular em Pučišća, na ilha adriática de Brač. Em 1929, ele retornou a Prijedor, onde abriu um consultório no primeiro andar da casa da família Stojanović, onde sua mãe vivia sozinha desde a morte de seu pai em 1926.   Stojanović logo se tornou uma figura popular em Prijedor; seus pacientes diziam que simplesmente conversar com ele era curativo. Ele tratou pessoas pobres gratuitamente; certa vez, enviou um sem-teto para um hospital em Zagreb e pagou por sua cirurgia.  Stojanović ganhava bem e tinha um bom padrão de vida.  Pessoas de outras áreas de Bosanska Krajina também foram até ele para tratamento médico. Nas aldeias ao redor de Prijedor, onde as brigas eram comuns, os arruaceiros cantavam sobre ele: 
| Udri baja nek palija ječi, ima Mladen što delije liječi. | Bata [em mim], amigo, deixe o clube ressoar, há Mladen, que cura o som dos heróis. |

Em 1931, Stojanović foi contratado pela filial de Prijedor da empresa ferroviária estatal para fornecer assistência médica aos seus funcionários.  Em 1936, ele foi contratado por uma empresa de mineração de minério de ferro em Ljubija, uma cidade perto de Prijedor, e visitava a clínica da empresa de mineração duas vezes por semana.  Ele também ensinou higiene no ginásio de Prijedor.  Junto com outros intelectuais da cidade, ele deu palestras para os mineiros em seu clube em Ljubija. Suas palestras geralmente eram sobre questões médicas, mas ele também descrevia a posição econômica e social dos trabalhadores em países mais avançados. Ele se socializou com os mineiros e tratou seus familiares gratuitamente.  Ele era muito ativo socialmente e também participava de esportes. Em 1932, fundou o clube de ténis de Prijedor, que continua a ter o seu nome.   Certa vez, Stojanović comprou um novo kit para todos os membros do clube de futebol Rudar Ljubija.  Seus contratos com a empresa ferroviária e a empresa de mineração foram rescindidos em 1939. Os trabalhadores ferroviários protestaram em Prijedor e o contrato de Stojanović com aquela empresa foi posteriormente renovado. 
Os mineiros de Ljubija estiveram em greve entre 2 de agosto e 8 de setembro de 1940.  Alguns dos líderes da greve eram membros de uma célula secreta do KPJ em Ljubija, que foi formada em janeiro de 1940. O KPJ foi proibido na Iugoslávia desde 1921. A organização KPJ de Banja Luka enviou o seu experiente membro Branko Babič para ajudar os líderes da greve.  Segundo Babič, um comunista de Prijedor o apresentou a Stojanović no início de setembro de 1940. Babič ficou vários dias na casa do médico, comandando a greve. Vendo Stojanović como um simpatizante comunista, Babič propôs que ele se juntasse ao KPJ. Stojanović inicialmente recusou, dizendo que ainda tinha hábitos burgueses, embora tivesse lido grande parte da literatura marxista. Após novas conversas com Babič, Stojanović concordou em se tornar membro do partido. 
No final de setembro de 1940, Babič e todos os cinco membros da célula de Ljubija realizaram uma reunião na qual decidiram por unanimidade admitir Stojanović no KPJ.  Babič tinha-o em alta estima e considerava-o ardentemente devotado à causa comunista.  Alguns comunistas, no entanto, continuaram a referir-se a Stojanović como um simpatizante comunista,  e alguns consideraram-no um "comunista de salão". 

## Início da Segunda Guerra Mundial

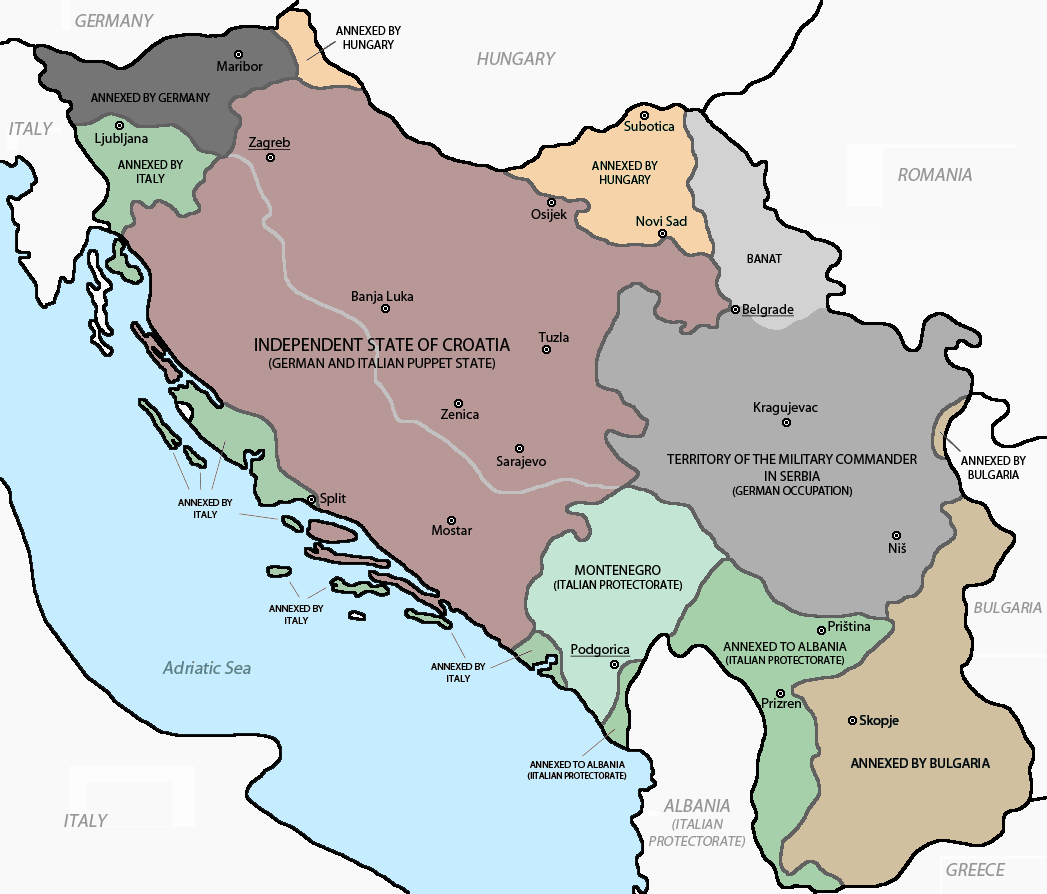
Partição do Reino da Iugoslávia pelas potências do Eixo

Em 6 de abril de 1941, a Iugoslávia foi invadida por todos os lados pelas potências do Eixo, lideradas pelas forças alemãs.  Stojanović foi designado como médico para um batalhão de infantaria baseado em Banja Luka. Durante vários dias após a invasão, este batalhão moveu-se em direção à Dalmácia, antes de se desintegrar completamente sem lutar contra o inimigo, e Stojanović retornou a Prijedor.  O Exército Real Iugoslavo capitulou em 17 de abril, e as potências do Eixo começaram a desmembrar a Iugoslávia. Quase toda a atual Croácia, toda a atual Bósnia e Herzegovina e partes da atual Sérvia foram combinadas em um estado fantoche chamado Estado Independente da Croácia (em croata: Nezavisna Država Hrvatska, NDH).  Era um "quase-protetorado ítalo-alemão",  que era controlado pelos fascistas Ustaše liderado por Ante Pavelić. Uma das suas políticas era eliminar a população étnica sérvia do NDH através de assassinatos em massa, expulsões e assimilação forçada, e muitos sérvios fugiram do NDH para o território da Sérvia ocupado pelos alemães. 
Essas medidas repressivas incluíam tomar sérvios proeminentes como reféns contra ataques sérvios. Para evitar ser feito refém, Stojanović pagou 100.000 dinares aos Ustaše em Prijedor.  A resistência começou a surgir na Iugoslávia ocupada; monarquistas e nacionalistas sérvios sob a liderança do então Coronel Draža Mihailović fundaram o Movimento Ravna Gora, cujos membros eram chamados Chetniks.   O KPJ, liderado por Josip Broz Tito, preparou-se para pegar em armas num momento favorável.  Na opinião do KPJ, a luta contra o Eixo e os seus colaboradores internos seria uma luta comum de todos os povos iugoslavos.  

Publiquei leis drásticas para a completa destruição económica [dos sérvios], e novas leis se seguirão para o seu total extermínio. Não seja generoso com nenhum deles. Tenham em mente que eles sempre foram nossos coveiros e destruam-nos onde quer que sejam encontrados... Que os sérvios não esperem nada. Para o bem deles, seria melhor que emigrassem. Deixe-os desaparecer desta nossa região, desta nossa pátria.

~ Comissário Ustaša Viktor Gutić, falando em um comício Ustaša em Bosanska Krajina em 29 de maio de 1941
A Operação Barbarossa, a invasão do Eixo à União Soviética, começou em 22 de junho de 1941.  No mesmo dia, os Ustaše começaram a prender comunistas e seus simpatizantes conhecidos nas cidades de Bosanska Krajina, incluindo Prijedor. Os comunistas previram isso, e a maioria deles evitou a captura fugindo para as aldeias ou se escondendo nas cidades. Stojanović foi um dos poucos comunistas presos em Prijedor.  Ele foi preso com os reféns sérvios no segundo andar de uma escola na cidade. Eles foram submetidos a trabalhos forçados, sendo levados todas as manhãs pela cidade para consertar a estrada para Kozarac. A coluna de reféns era geralmente liderada por Stojanović carregando uma pá no ombro.  Os guardas croatas que guardavam a prisão o trataram bem. Enquanto estava detido, Stojanović deu uma palestra sobre marxismo a um grupo de reféns. 
No dia da invasão do Eixo à União Soviética, o Comitê Executivo da Internacional Comunista — com sede em Moscou — telegrafou ao Comitê Central do KPJ para tomar todas as medidas para apoiar e aliviar a luta do povo soviético, e para organizar destacamentos partisans para combater o Eixo na Iugoslávia.  O Comitê Executivo também enfatizou que a luta, no estágio atual, não deveria ser pela revolução socialista, mas pela libertação dos ocupantes do Eixo. Em resposta a este apelo, os líderes do KPJ decidiram em 4 de julho em Belgrado para lançar uma revolta armada nacional,  que começou três dias depois no oeste da Sérvia.  Os membros das forças lideradas pelo KPJ eram chamados de Partisans, e seu comandante supremo era Tito.  Em 13 de julho, em Sarajevo, o Comitê Provincial KPJ para a Bósnia e Herzegovina, liderado por Svetozar Vukmanović, organizou a província em regiões militares: Bosanska Krajina, Herzegovina, Tuzla, e Sarajevo.  

Bandeira dos Partisans Iugoslavos

Os comunistas de Prijedor estavam ansiosos para resgatar Stojanović de sua prisão, mas suas tentativas de subornar os Ustaše para libertá-lo falharam. Eles também consideraram invadir a escola onde ele estava preso.  Em 17 Em julho, pouco depois da meia-noite, Stojanović pediu a um guarda que o deixasse ir ao banheiro no primeiro andar da escola. O guarda o deixou ir e o seguiu de perto. Quando estavam na metade da escada, Stojanović gritou "Fogo!" enquanto fumaça saía de um cômodo no segundo andar. Durante a confusão dos guardas e reféns que tentavam apagar o incêndio, Stojanović entrou no banheiro e escapou pela janela.  Ele foi até a vila de Orlovci, a vários quilômetros de Prijedor, onde foi acompanhado por Rade Bašić — um jovem comunista que havia escapado da cidade. Bašić escoltou Stojanović em direção ao Monte Kozara (978m de altura),  ao norte da planície de Prijedor. 
Após a fuga de Stojanović, os Ustaše prenderam sua esposa, Mira. Seu filho, Vojin, nascido em 1940, foi cuidado pelo ex-marido de Mira. Mira foi libertada da prisão depois de vários meses, e ela e Vojin foram para Dubrovnik.  Os irmãos e irmãs de Stojanović viviam em Belgrado desde antes da guerra. 

## Partisan

### Área de Kozara

#### Julho–Agosto de 1941

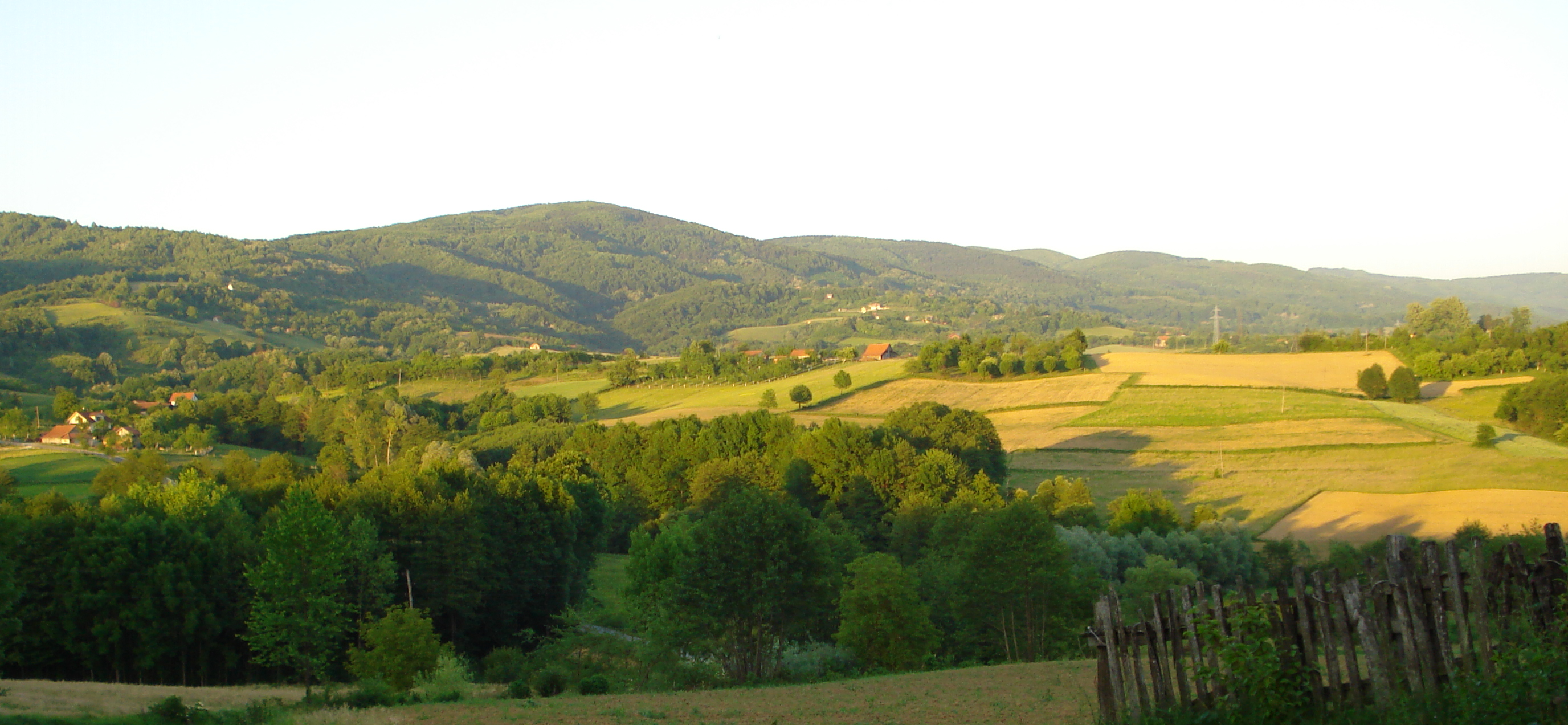
Monte Kozara, perto do local do primeiro acampamento partisan na área

Na manhã do dia 19 de julho de 1941, Stojanović e Bašić chegaram ao acampamento dos comunistas e seus simpatizantes que escaparam de Prijedor, situado em Rajlića Kosa acima da vila de Malo Palančište.  A notícia da fuga de Stojanović logo se espalhou pelo distrito de Prijedor. O grupo, composto principalmente por pessoas do início dos anos vinte, desfrutou de um aumento na sua credibilidade e estima desde que um médico conhecido e respeitado se juntou ao seu grupo.  Pessoas de aldeias sérvias vizinhas trouxeram comida e outros suprimentos para Stojanović e seus jovens camaradas. Stojanović fez discursos aos moradores, dizendo-lhes para estarem preparados para uma revolta iminente e instando-os a trazerem-lhe as espingardas que estavam escondidas nas suas casas.  O acampamento em Rajlića Kosa foi o primeiro acampamento partisan na área de Kozara. 
Kozara, localizada no norte de Bosanska Krajina e centrada ao redor do Monte Kozara, cobre cerca de 2.500km2. Em 1941, a área tinha uma população de quase 200.000 pessoas. Os moradores eram em sua maioria sérvios, e as cidades da área — a maior delas era Prijedor — tinham uma população mista de muçulmanos bósnios, sérvios e croatas. Várias aldeias eram habitadas por alemães étnicos ou Volksdeutsche. A economia de Kozara era dominada pela agricultura, mas havia cerca de 6.000 trabalhadores empregados em uma mina de carvão e em várias usinas. As primeiras células comunistas na área foram estabelecidas pouco antes da invasão do Eixo, principalmente nas cidades. Kozara testemunhou quatro revoltas contra os otomanos durante o século XIX. 
Na noite de 25 de julho de 1941, em Orlovci, Stojanović e outros sete importantes comunistas de Kozara tiveram uma reunião com Đuro Pucar, chefe do Comitê Regional do KPJ para Bosanska Krajina. Pucar disse aos comunistas reunidos que as ações militares contra o inimigo deveriam começar o mais rápido possível. As ações devem ser do tipo guerrilha, para o que devem ser formados destacamentos partisans. Stojanović e Osman Karabegović foram nomeados para liderar a revolta no distrito de Prijedor.  Em 27 de julho, na Bósnia e Herzegovina ocidental, os guerrilheiros tomaram a cidade de Drvar, marcando o início da revolta na Bósnia-Herzegovina.  Nesta fase, os insurgentes em Kozara ainda não estavam organizados em unidades militares.  No distrito de Prijedor, Stojanović e Karabegović tinham pouco controlo sobre os homens das aldeias que pegaram em armas.  Pucar referiu-se aos insurgentes do distrito como a "Companhia Prijedor", a maior parte dos quais eram aldeões, totalizando várias centenas de homens.  Muitos deles não tinham armas de fogo. 
Segundo Pucar, a Companhia Prijedor foi orientada a atacar Ljubija.  Em 30 de julho, contrariando a ordem direta de Stojanović, os insurgentes atacaram Veliko Palančište e resgataram quinze reféns mantidos pelos Ustaše.  Os insurgentes então avançaram em direção a Prijedor e desenvolveram uma posição de frente para a cidade, que foi defendida pela Guarda Nacional Croata, Ustaše e forças alemãs. Uma linha de frente estabilizou após três dias de combates, deixando a Companhia Prijedor no controle de sete aldeias.  O tráfego ferroviário entre Liubliana e Zagreb foi interrompido, impedindo a exportação de minério de ferro de Liubliana para a Alemanha. A revolta em Kozara também envolveu os distritos de Dubica e Novi. Em meados de agosto, cinco destacamentos de guerrilheiros foram formados dentro do território controlado pelos insurgentes Kozara. Esses destacamentos, incluindo o Destacamento Prijedor comandado por Stojanović, mantiveram juntos a linha de frente enfrentando Kozarac, Prijedor, Lješljani, Dobrljin, Kostajnica e Dubica. 
Os líderes da revolta em Kozara reuniram-se no dia 15 Agosto de 1941 na aldeia de Knežica . Na conferência, Stojanović foi reconhecido como o principal líder em Kozara; esse reconhecimento resultou principalmente de seu status social pré-guerra e boa reputação entre o povo. Concluiu-se que a formação de uma linha de frente foi um erro porque não era consistente com a guerra de guerrilha.  Em algum momento durante a conferência, Stojanović enfatizou a importância de manter o maior número possível de tropas inimigas na área, para que não pudessem ser enviadas para a frente russa para lutar contra o Exército Vermelho.  Como os cinco destacamentos na área estavam vinculados a seus territórios específicos, foi decidido que outro destacamento — que poderia operar em qualquer lugar de Kozara — deveria ser formado. Foi decidido que Stojanović comandaria este novo Destacamento Kozara, e Karabegović seria o comissário político. Foi prontamente formado com cerca de quarenta homens. Carregando uma faixa vermelha, o Destacamento Kozara desfilou por alguns dias por aldeias no território controlado pelos guerrilheiros. Os moradores se reuniram e Stojanović fez discursos. 
Os guardas nacionais croatas, Ustaše, e um batalhão alemão de Banja Luka — cerca de 10.000 soldados — atacaram o território controlado pelos partisans em Kozara em 18 de agosto de 1941. As tropas inimigas romperam a linha de frente dos guerrilheiros e penetraram na área. Eles queimaram casas e saquearam gado e grãos nas aldeias.  Alguns moradores ficaram desmoralizados e culparam os guerrilheiros por suas perdas; alguns colocaram bandeiras brancas em suas casas. As unidades guerrilheiras recuaram para áreas mais profundas de floresta nas montanhas. Stojanović liderou o Destacamento Kozara em direção a Lisina, o pico mais alto de Kozara. À noite, ele reuniu seus homens e disse que eles estavam no exército do KPJ e de todos os povos da Iugoslávia, então não poderiam se deixar prender a nenhuma vila ou área específica. Ele aconselhou aqueles que não conseguiam sair de suas casas a largarem as armas e irem embora. Vários homens abandonaram o destacamento, que se deslocou então para Lisina, onde organizaram um acampamento e passaram algum tempo em treino militar e doutrinação política.  O ataque de 18 de agosto foi a primeira operação de contrainsurgência em Kozara, e os guerrilheiros emergiram dela sem perdas significativas. 

#### Setembro–Dezembro de 1941

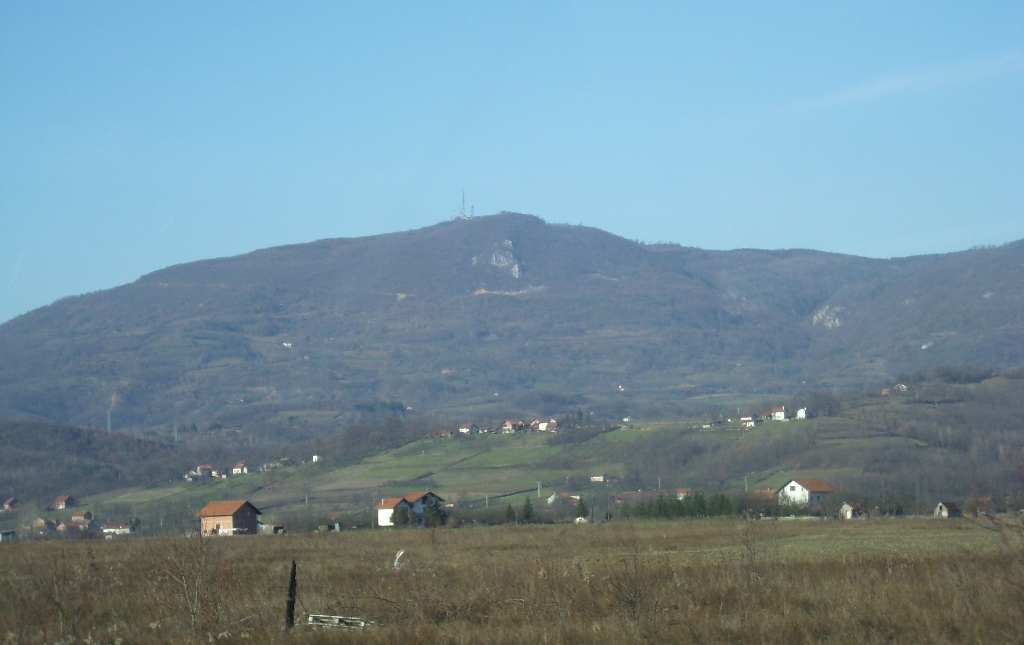
Lisina, o pico mais alto de Kozara

Os líderes da revolta de Kozara reuniram-se novamente no dia 10 de setembro de 1941, no sopé da Lisina. Os cinco destacamentos dos partisans de Kozara foram reorganizados em três companhias,  possuindo 217 rifles no total. No final de setembro, os guerrilheiros de Kozara começaram a atacar o NDH e as tropas alemãs, inicialmente visando elementos mais fracos. Essas operações lhes deram experiência militar e também capturaram armas e munições do inimigo. Mais homens se juntaram aos guerrilheiros, e mais duas companhias foram formadas em Kozara até o final de outubro. Os guerrilheiros ganharam o controlo de várias aldeias.  Após uma reorganização, as unidades partisans em Kozara foram fundidas no 2º Destacamento Partisan de Libertação Nacional de Krajina no início de novembro de 1941. Stojanović foi nomeado comandante deste destacamento.  Em meados de novembro, era composto por 670 homens organizados em seis companhias e armados com 510 rifles, 5 metralhadoras leves e uma metralhadora pesada. 
Entre o final de setembro e o final de dezembro de 1941, os guerrilheiros de Kozara conduziram cerca de quarenta operações militares contra o inimigo. Stojanović ajudou a planejar e executar as principais operações, incluindo as batalhas de Podgradci, Mrakovica e Turjak. Stojanović argumentou que a aldeia de Podgradci deveria ser capturada porque estava situada nas profundezas de Kozara, porque o inimigo poderia facilmente interromper o avanço dos guerrilheiros em direção a outras aldeias do distrito de Gradiška e porque havia uma serraria em Podgradci que abastecia o NDH e os alemães.  Em 23 de outubro de 1941, os partisans sob o comando de Stojanović tomaram Podgradci após cinco horas de combate.  A serraria e seus produtos armazenados — incluindo uma grande quantidade de dormentes ferroviários, com os quais os alemães supostamente planejavam consertar ferrovias destruídas por guerrilheiros soviéticos na Ucrânia ocupada — foram incendiados. Stojanović viu essa ação como uma colaboração simbólica com o Exército Vermelho. Vários guardas nacionais ustaše e croatas foram capturados em Podgradci. Os Ustaše foram prontamente executados, e os Guardas Nacionais ouviram um discurso de Stojanović antes que os Partisans lhes dessem comida e os escoltassem através do Rio Una. 
A terceira operação de contra-insurgência em Kozara foi realizada no final de novembro de 1941 por cerca de 19.000 guardas nacionais croatas, ustaše e alemães.  Os partisans saíram da operação sem perdas significativas, embora a propaganda do NDH alegasse que os rebeldes em Kozara foram destruídos e que Stojanović havia sido morto.  Os partisans de Kozara nunca repetiram o erro da resistência frontal.  Quando forças inimigas mais fortes avançavam em sua direção, eles manobravam para se posicionar atrás dos atacantes, evitando assim batalhas que não poderiam vencer. Os guerrilheiros, portanto, não defenderam aldeias. Durante a terceira operação de contra-insurgência, os Ustaše e os alemães mataram centenas de civis sérvios nas aldeias, resultando na perda de apoio aos guerrilheiros entre a população. Stojanović pensou que uma vitória significativa sobre o inimigo seria a melhor maneira de restaurar o apoio perdido. 

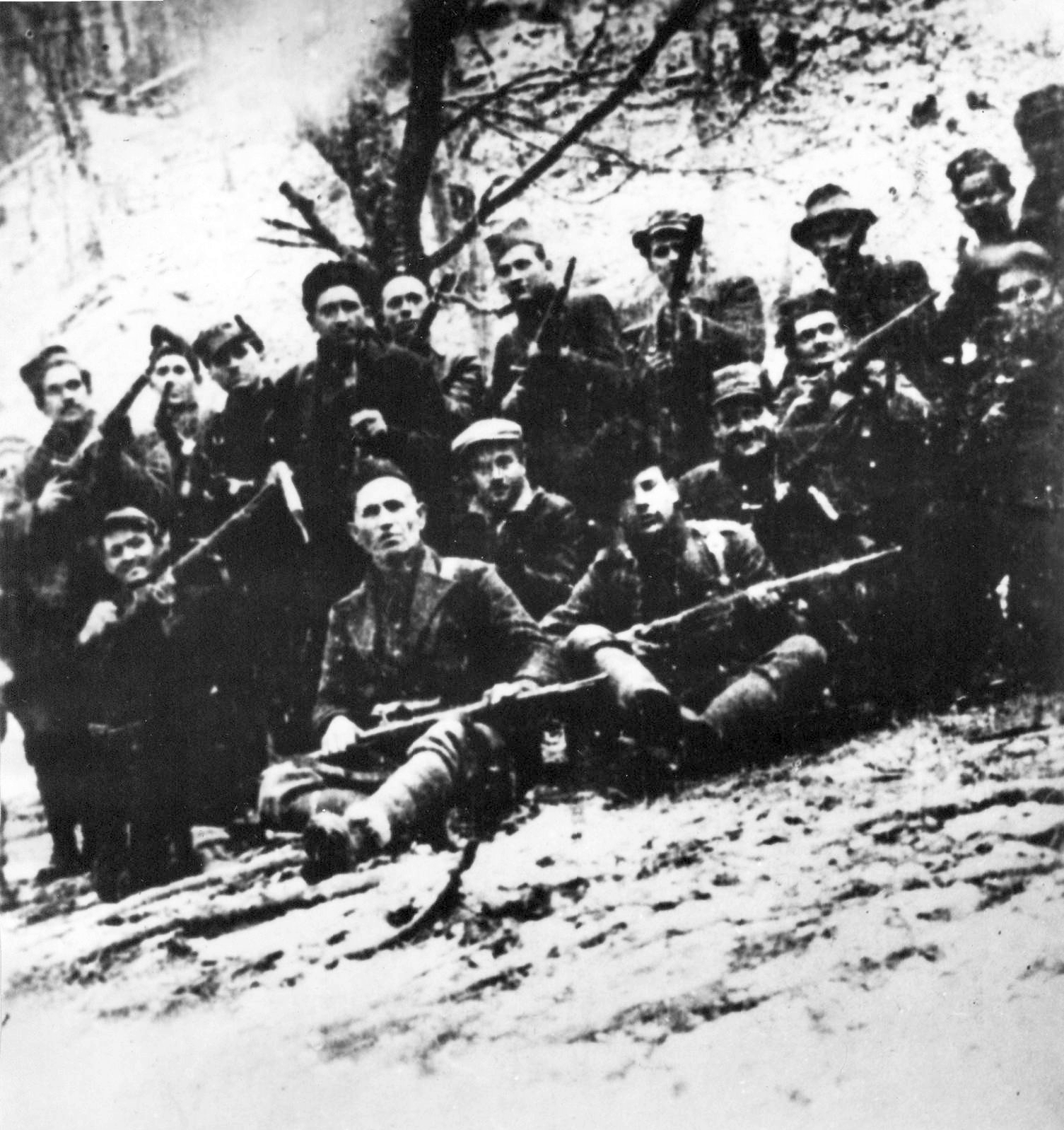
Partisans do 2º Destacamento de Krajina, inverno de 1941–1942

Após a terceira operação de contra-insurgência, um batalhão da Guarda Nacional Croata foi estacionado em Mrakovica, um pico em Kozara.  Stojanović ordenou um ataque de cinco companhias do 2º Destacamento de Krajina ao batalhão, que começou em 5 de dezembro de 1941 às 5h30. A batalha terminou às 9h30 com uma vitória decisiva para os guerrilheiros.  Eles perderam cinco homens, enquanto 78 guardas nacionais foram mortos e cerca de 200 foram capturados. Os partisans apreenderam 155 rifles, 12 metralhadoras leves e 6 pesadas, 4 morteiros, 120 morteiros e 19.000 cartuchos de munição para armas pequenas.  A última ação do 2º Destacamento de Krajina sob o comando de Stojanović foi a batalha de Turjak.  Quatro companhias do destacamento atacaram e capturaram a aldeia em 16 de dezembro de 1941, fazendo prisioneiros 134 Guardas Nacionais.  Cartas escritas pelos Guardas Nacionais para suas famílias revelaram seu moral extremamente baixo. A captura de Turjak abriu o distrito de Gradiška aos partisans de Kozara. Os Guardas Nacionais recuaram de Podgradci sem resistência significativa. Logo, a maior parte do distrito estava sob controle partidário e o destacamento de Stojanović controlava a maior parte do Monte Kozara e a região circundante de Potkozarje. 
Mais homens juntaram-se ao destacamento de Stojanović e, no final de 1941, contava com mais de mil soldados bem armados, organizados em três batalhões de três companhias cada.  O destacamento estabeleceu boas relações com a população muçulmana da área, com vários muçulmanos de Kozarac juntando-se aos guerrilheiros.   Em 21 de dezembro, em Lisina, Pucar realizou uma reunião com os comunistas de Kozara. Na reunião, Stojanović apresentou um breve histórico da revolta em Kozara.  Pucar afirmou que o 2º Krajina era o destacamento mais bem organizado em Bosanska Krajina. 
Em 24 de dezembro, a sede da Guarda Nacional em Banja Luka ofereceu uma recompensa por Stojanović. Um documento da Guarda Nacional o descreveu como o líder rebelde mais inteligente e perigoso, que planejava e executava ataques de maneira altamente sistemática. O quartel-general estava especialmente preocupado com o tratamento dado por Stojanović aos guardas nacionais capturados: ele fazia um discurso de propaganda comunista, oferecia comida e cigarros, fazia curativos em seus ferimentos e os deixava ir para casa. Segundo a sede, este tratamento tornou estes Guardas Nacionais em particular inúteis em futuras operações contra os Partisans.  Segundo Drago Karasijević, a coragem e o espírito de luta dos partisans de Kozara tornaram-se famosos em Bosanska Krajina, em outras partes da Bósnia e nas áreas do NDH que fazem fronteira com a Bósnia.  Nas aldeias de Kozara, as pessoas cantavam sobre Stojanović: 
| Ide Mladen vodi partizane Razveo ih na sve čet'ri strane ... | Lá vai Mladen, liderando os Partisans Ele os espalhou pelas quatro direções ... |

### Área de Grmeč

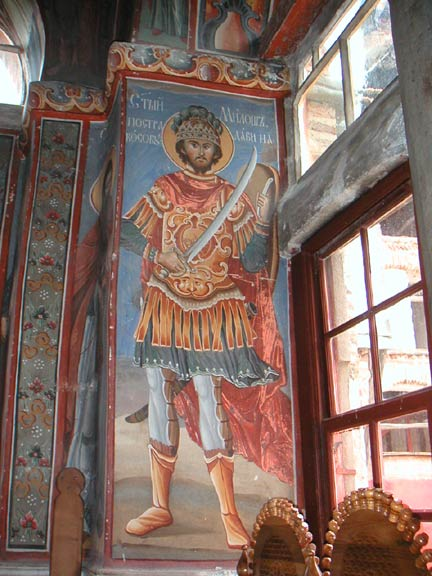
Herói épico sérvio Miloš Obilić, com quem Stojanović foi comparado pelos aldeões de Grmeč

Em 29 ou 30 de dezembro de 1941, Stojanović chegou à área de Grmeč, no oeste de Bosanska Krajina, que estava na zona de responsabilidade do 1º Destacamento Partidário de Libertação Nacional de Krajina.  Esta zona também incluía Drvar, onde começou a revolta na Bósnia-Herzegovina. As atividades militares dos partisans diminuíram após a captura de Drvar pelas tropas italianas em 25 de setembro de 1941. Na propaganda dos italianos, eles se apresentavam como protetores do povo sérvio contra os Ustaše.  Grupos de sérvios colaboraram com os italianos. Segundo Karabegović, os partidários do 1º destacamento de Krajina tornaram-se mais ativos depois de Pucar ter realizado uma conferência com os seus comandantes a 15 de dezembro de 1941, mas essa atividade ainda era fraca nas partes do norte de Grmeč. Stojanović foi lá para combater a propaganda italiana e mobilizar os partisans contra os italianos e seus colaboradores;  ele foi acompanhado por Karabegović. 
De acordo com o escritor Branko Ćopić, que era um partidário em Grmeč, Stojanović foi recebido por uma multidão de moradores e recebido com a tradicional cerimônia do pão e sal quando cruzou o Rio Sana. Moradores importantes apertaram sua mão e o compararam a Miloš Obilić — um famoso herói épico sérvio da Batalha medieval de Kosovo. Várias mulheres aproximaram-se de Stojanović para lhe beijar as mãos; ele recusou esta demonstração de respeito, dizendo que não era um padre, mas sim um comunista. 
Stojanović visitou as aldeias da área, inspecionando companhias e pelotões individuais do 1º Destacamento de Krajina. Suas visitas eram acompanhadas por desfiles de unidades partidárias e por reuniões de massa. Canções partidárias foram cantadas, slogans foram gritados e faixas foram agitadas. Stojanović fez discursos para os moradores e soldados. Ele disse que as tropas italianas na área não eram protetoras dos sérvios, mas ocupantes e inimigas. Ele rotulou aqueles que colaboraram com os italianos como traidores do povo sérvio.   Os discursos de Stojanović não foram bem recebidos por algumas pessoas, que espalharam rumores de que ele não era Mladen Stojanović, mas um imitador de "turco" (muçulmano). Segundo eles, Stojanović havia sido morto pelos Ustaše em agosto de 1941 e os comunistas estavam usando um imitador para enganar o povo. Poucas pessoas deram crédito a esses rumores. 

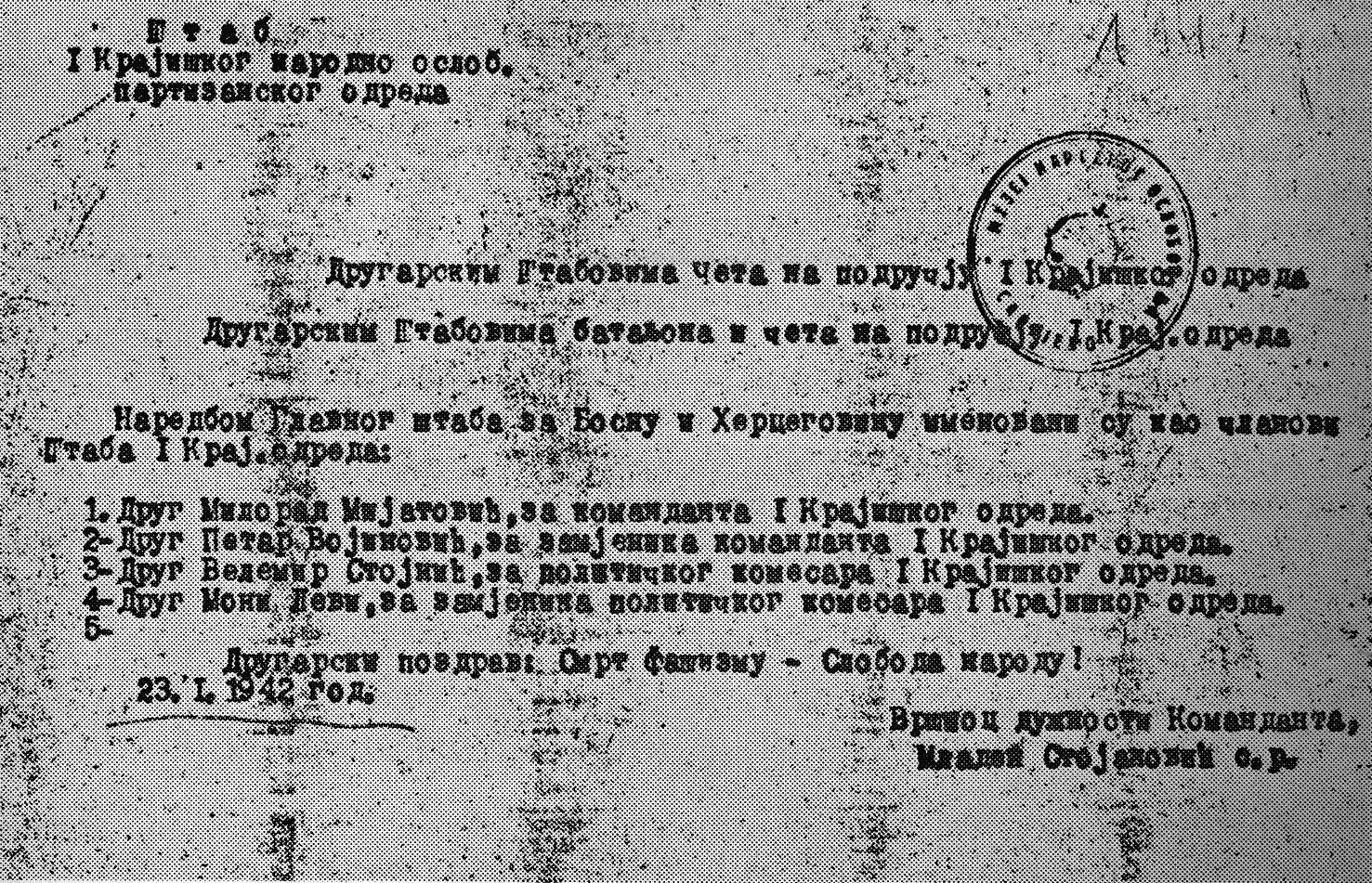
Documento datado de 23 de janeiro de 1942 em que Stojanović informa as companhias do 1º Destacamento de Krajina sobre a nomeação de Milorad Mijatović como comandante do destacamento

Em 22 de janeiro de 1942, na sede do 1º Destacamento de Krajina, na vila de Majkić Japra, Stojanović presidiu uma conferência da equipe do destacamento e ativistas políticos de Grmeč. Ele criticou o quartel-general do destacamento porque não havia divisão de funções e não havia responsabilidade pessoal entre seus membros. Ele também afirmou que o quartel-general não tinha comunicação com as companhias do destacamento, não agia como uma liderança político-militar e não havia mensageiros designados disponíveis o tempo todo no quartel-general. Stojanović ficou satisfeito com os partisans de Grmeč, descrevendo-os como corajosos, entusiasmados, firmes e confiáveis, mas um tanto inexperientes. No entanto, ele disse que os pelotões do destacamento estavam dispersos em aldeias e não tinham contato entre si. Dessa forma, segundo Stojanović, os guerrilheiros estavam perdendo suas características militares e se tornando mais como camponeses. Stojanović criticou as opiniões de alguns partidários de que os comissários políticos deveriam ser abolidos. Ele alertou que os partisans que usassem emblemas diferentes da estrela vermelha seriam punidos por indisciplina. 
Na conferência, Stojanović instalou Milorad Mijatović — um partidário de Kozara — como o novo comandante do 1º Krajina e Petar Vojnović como vice-comandante, enquanto Velimir Stojnić e Salamon "Moni" Levi permaneceram como comissário e vice-comissário, respectivamente.  Levi era conhecido de Stojanović de suas visitas a Viena em 1921 e 1922.  Durante sua visita a Grmeč, Stojanović conheceu o jovem escritor Branko Ćopić e o encorajou a escrever poesia sobre a luta dos guerrilheiros. Stojanović disse que a poesia era mais aceitável para os partisans do que a prosa. “A poesia e a revolução”, observou ele, “andam sempre de mãos dadas”.  Permaneceu na área até meados de fevereiro de 1942.  A liderança partidária da Bósnia-Herzegovina considerou que Stojanović havia combatido com sucesso a propaganda italiana e melhorado as condições do 1º Destacamento de Krajina durante sua viagem. 

### Centro-noroeste da Bósnia
Stojanović deixou Grmeč e foi para Skender Vakuf, no centro-noroeste da Bósnia, para participar na primeira conferência regional do KPJ em Bosanska Krajina,  que decorreu de 21 a 23 de fevereiro de 1942.  Na estrutura territorial partidária, a região político-militar de Bosanska Krajina incluía a Bósnia central.  Na conferência Skender Vakuf, presidida por Pucar, Stojanović e Karabegović,  os participantes analisaram a situação militar e política na região. O aumento da influência Chetnik — que foi mais forte no sudeste da Bosanska Krajina e no centro-noroeste da Bósnia, nas zonas de responsabilidade dos 3º e 4º Destacamentos de Krajina — foi um grande problema para o KPJ. Vários partidários desses destacamentos juntaram-se ao lado de Chetnik.   Somente em Kozara a influência de Chetnik foi contida.   Na conferência, Stojanović foi nomeado para liderar um comando unificado das forças partidárias em Bosanska Krajina,  mas em 24 de fevereiro ele foi substituído por Kosta Nađ .   O comando unificado foi nomeado Quartel-General Operacional de Bosanska Krajina, e Stojanović tornou-se seu chefe de gabinete e comandante adjunto.    
Segundo Nađ, a divisão entre os partisans e os chetniks na Bosanska Krajina e na Bósnia central começou em 14 de dezembro de 1941 na aldeia de Javorani. Lazar Tešanović, o professor da escola em Javorani, influenciou os membros da unidade partidária local a juntarem-se ao lado de Chetnik.  Tešanović organizou então uma unidade Chetnik de cerca de 70 a 80 homens,  e no início de março de 1942 ele e seus homens estavam na aldeia de Lipovac. Em 5 de março, Stojanović, Nađ e Danko Mitrov (o comandante do 4º Destacamento de Krajina) partiram para Lipovac com a Companhia Proletária Kozara,  uma unidade de assalto formada em fevereiro de 1942.  Segundo algumas fontes, eles foram a Lipovac para negociações pré-estabelecidas com Tešanović,  enquanto outras fontes afirmam que pretendiam desarmar Tešanović e seus Chetniks.  Quando a coluna dos partisans se aproximou da escola em Lipovac, eles foram emboscados pelos chetniks, e Stojanović foi gravemente ferido na cabeça.  Os guerrilheiros permaneceram encurralados pelo fogo de Chetnik até a noite; treze foram mortos e oito, além de Stojanović, ficaram feridos. Ao cair da noite, ele e os outros feridos foram transportados para o hospital de campanha partisan em Jošavka. 

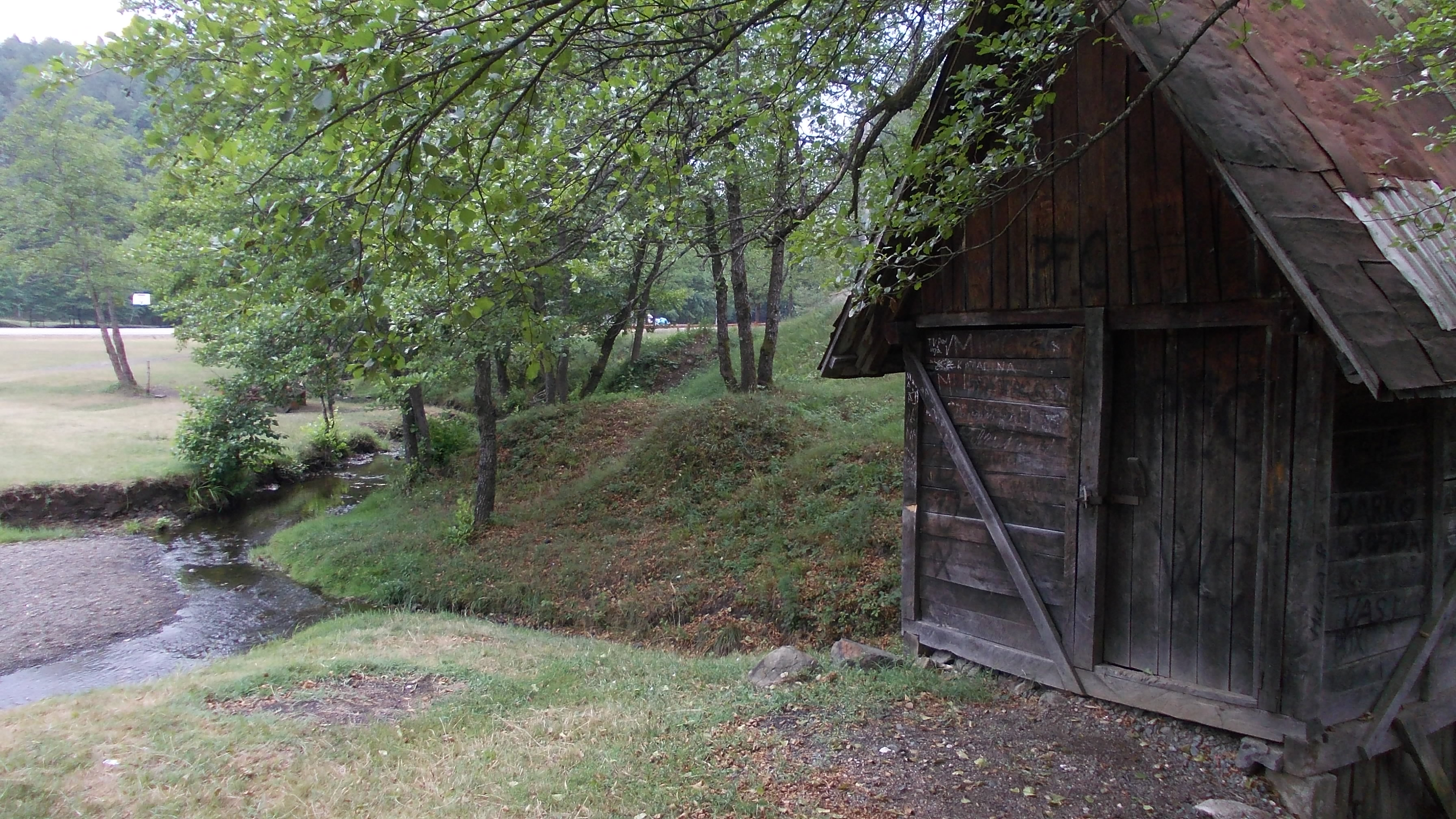
Riacho Mlinska Rijeka em Jošavka

Stojanović ficou no hospital de campanha por cerca de 10 dias antes de ser transferido para uma casa a cerca de 800m de distância.  No final de março de 1942, o Quartel-General Operacional da Bosanska Krajina e o quartel-general do 4º Destacamento de Krajina estavam localizados em Jošavka. As duas sedes e o hospital de campanha foram atacados na noite de 31 de março de membros da Companhia Partidária Jošavka, que se juntaram ao lado Chetnik sob a influência e liderança de Radoslav "Rade" Radić, vice-comissário do 4º Destacamento de Krajina. Naquela noite, os Chetniks mataram 15 partisans em Jošavka.   De acordo com Danica Perović, a médica que atendeu Stojanović, os chetniks pegaram suas armas e colocaram uma sentinela do lado de fora da casa. Por meio de um mensageiro, Radić disse a Stojanović para escrever uma carta ordenando que Danko Mitrov removesse todas as unidades partisans da área ao redor de Jošavka. Stojanović, no entanto, escreveu uma carta encorajando Mitrov a continuar a luta partidária. Na noite seguinte, um grupo de chetniks foi até Stojanović, colocou-o em um cobertor e o carregou para fora da casa. Quando se aproximaram de um riacho próximo chamado Mlinska Rijeka, um deles atirou duas vezes em Stojanović, matando-o. 
Em 2 de abril, moradores locais enterraram Stojanović em uma encosta íngreme e arborizada.  No final de abril de 1942, a maioria das companhias do 4º Destacamento Partisan de Libertação Nacional de Krajina juntou-se ao lado de Chetnik ou desintegrou-se.  Rade Radić tornou-se comandante dos destacamentos Chetnik em Bosanska Krajina. Após a guerra, Radić foi condenado à morte pelo Supremo Tribunal da Iugoslávia; foi executado por fuzilamento em 1945.  Os restos mortais de Stojanović foram exumados e enterrados novamente em Prijedor em novembro de 1961. 

## Legado

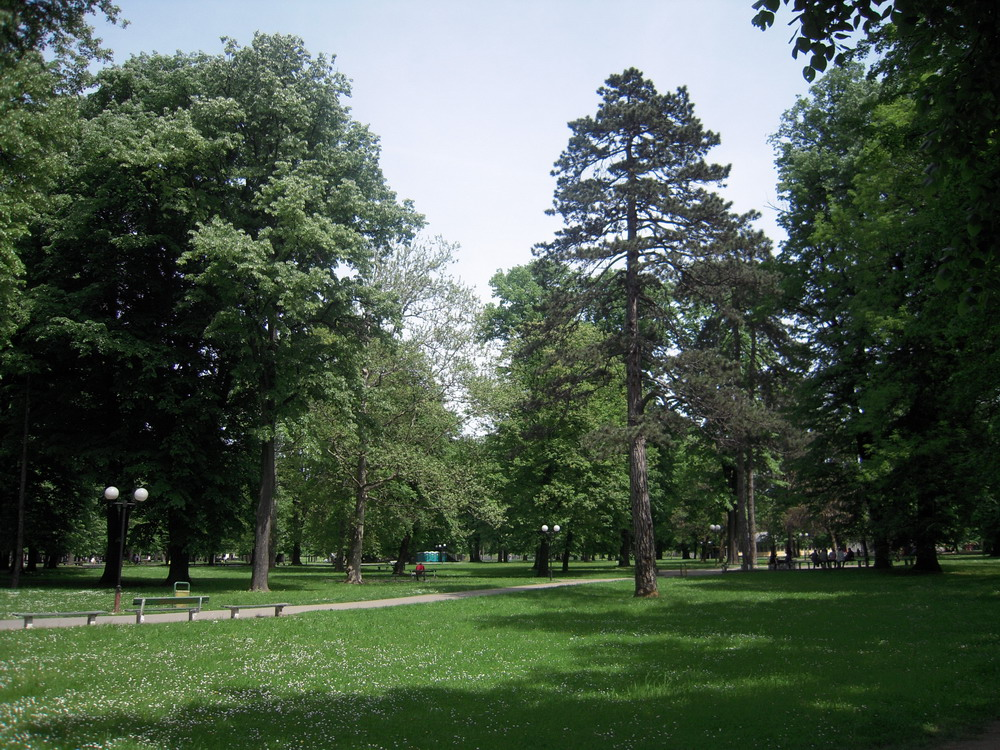
Parque Mladen Stojanović, Banja Luka

Em 19 de abril de 1942, a sede do 2º Destacamento de Krajina mudou seu nome para 2º Destacamento Partisan de Libertação Nacional de Krajina "Mladen Stojanović". Os partisans de Kozara juraram vingar a morte de Stojanović de todos os "inimigos do povo".  O 2º Destacamento de Krajina e quatro companhias do 1º Destacamento de Krajina libertaram Prijedor em 16 de Mmaio de 1942.   Em 7 de agosto de 1942, o quartel-general supremo dos Partisans proclamou Stojanović Herói do Povo da Iugoslávia. 

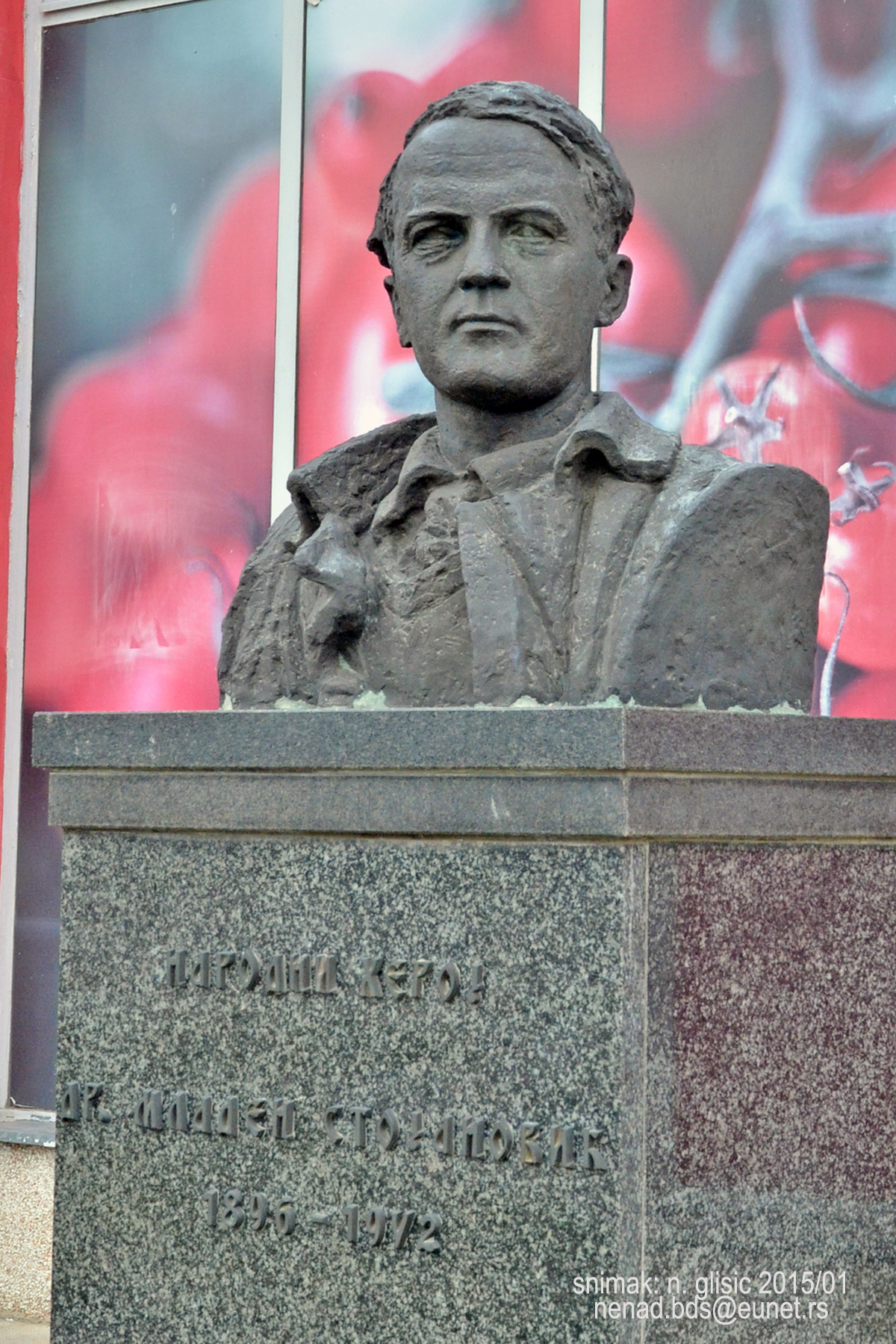
Monumento a Mladen Stojanović na aldeia de Bačko Dobro Polje, no município de Vrbas.

Um monumento a Stojanović foi criado por seu irmão Sreten após a guerra e erguido em Prijedor. Ruas, empresas, escolas, hospitais, farmácias e associações foram nomeadas em homenagem a Stojanović em toda a Iugoslávia socialista, e canções foram compostas para celebrá-lo como um herói.  Um filme partisan sobre ele, intitulado Doktor Mladen, foi lançado na Iugoslávia em 1975. Stojanović foi interpretado por Ljuba Tadić, que recebeu um prêmio por sua atuação no Festival de Cinema de Pula. 

Todo ano, em abril, Stojanović é homenageado em Prijedor e coroas de flores são depositadas em seu monumento. Na comemoração de 2012, o presidente da Associação dos Veteranos de Guerra Partisans da República Sérvia declarou: 
Mladen foi uma pessoa modelo, um revolucionário desde a sua juventude até ao fim da sua vida, a figura mais popular da revolta em Kozara, Krajina e numa área muito mais vasta, e um dos mais corajosos combatentes e líderes da Guerra de Libertação Nacional. É por isso que a sua imagem vive na memória juntamente com a glória da heróica Kozara.

## Poesia
Na sua juventude, Stojanović escreveu poemas, dos quais apenas um foi publicado — numa edição de 1918 da revista literária Književni jug,   cujo editor foi o futuro vencedor do Prémio Nobel Ivo Andrić . Para este poema, Stojanović foi inspirado pelo herói épico sérvio Ailing Dojčin. Vários poemas de Stojanović estão preservados em um caderno que pertenceu ao seu melhor amigo de escola, Todor Ilić. Segundo o poeta Dragan Kolundžija, os poemas de Stojanović são miniaturas líricas compostas em verso livre, focadas no homem e na natureza, e cheias de melancolia. Kolundžija descobre que o que inspirou Stojanović a escrever poesia se reflete em seu verso Krvav je bol (A dor é sangrenta).  Segundo o poeta Miroslav Feldman, que conheceu Stojanović em 1919 em Zagreb, seus poemas eram tristes e permeados pelo anseio por uma vida mais brilhante e alegre. 

Stojanović escreveu um ensaio, que foi publicado como prefácio de um livro de poesia de Feldman de 1920, intitulado Iza Sunca (Atrás do Sol). Em 1925, Stojanović iniciou a criação de uma antologia de poesia lírica iugoslava. Neste projeto, ele trabalhou com Feldman e Gustav Krklec. Os poetas completaram a antologia, mas por uma razão desconhecida ela nunca foi publicada.  As inclinações poéticas de Stojanović manifestaram-se nas suas cartas à sua esposa Mira Stojanović, especialmente quando escreve sobre os seus pacientes: 

- I, kad se podižu i osjećaju strujanje snage i proljeća u svojim žilama ja kao da dolazim sebi, ostavlja me neki zanos i ja tražim druge bolesne oči djece, žena, majki, staraca; nalazim ih i ponovo zaboravljam sve.
- E, à medida que eles sobem e sentem o fluxo de poder e brotam em suas veias, parece que acordo [como se] algum tipo de êxtase me abandonasse, e procuro os outros olhos doentes de crianças, mulheres, mães, velhos; Eu os encontro e novamente fico alheio a tudo [o resto]. 